# أري جولد
أري جولد (بالإنجليزية: Ari Gold) هو مغن مؤلف ومغني أمريكي، ولد في 11 فبراير 1977 في ذا برونكس في الولايات المتحدة.

## وصلات خارجية
- الموقع الرسمي
- أري جولد على موقع IMDb (الإنجليزية)
- أري جولد على موقع ميوزك برينز (الإنجليزية)
- أري جولد على موقع ديسكوغز (الإنجليزية)